# Llista d'ocells de Wallis i Futuna
Aquesta llista d'ocells de Wallis i Futuna inclou totes les espècies d'ocells trobats a Wallis i Futuna: 39.
Els ocells es classifiquen per ordre i família.

## Procellariiformes

### Procellariidae
- Puffinus lherminieri

## Pelecaniformes

### Phaethontidae
- Phaethon rubricauda
- Phaethon lepturus

### Sulidae
- Sula sula
- Sula leucogaster

### Fregatidae
- Fregata minor
- Fregata ariel

## Ciconiiformes

### Ardeidae
- Egretta sacra

## Anseriformes

### Anatidae
- Anas superciliosa

## Falconiformes

### Accipitridae
- Circus approximans

## Gruiformes

### Rallidae
- Gallirallus philippensis
- Porphyrio porphyrio

## Charadriiformes

### Charadriidae
- Pluvialis fulva

### Scolopacidae
- Limosa lapponica
- Numenius phaeopus
- Numenius tahitiensis
- Heterosceles incanus
- Arenaria interpres

### Sternidae
- Sterna bergii
- Sterna sumatrana
- Sterna anaethetus
- Anous minutus
- Anous stolidus
- Gygis alba

## Columbiformes

### Columbidae
- Columba livia
- Gallicolumba stairi
- Ptilinopus porphyraceus
- Ducula pacifica

## Psittaciformes

### Psittacidae
- Vini australis

## Cuculiformes

### Cuculidae
- Eudynamys taitensis

## Strigiformes

### Tytonidae
- Tyto alba

## Apodiformes

### Apodidae
- Aerodramus spodiopygius

## Coraciiformes

### Alcedinidae
- Todirhamphus chloris
- Todirhamphus sanctus

## Passeriformes

### Campephagidae
- Lalage maculosa

### Monarchidae
- Clytorhynchus vitiensis

### Meliphagidae
- Foulehaio carunculata

### Sturnidae
- Aplonis tabuensis
- Acridotheres tristis[1]